# Ma compagne de nuit
Pour plus de détails, voir Fiche technique et Distribution.
Ma compagne de nuit est un film français réalisé par Isabelle Brocard, sorti en 2011.

## Synopsis
Julia, architecte en apparence comblée, décide d'employer une aide ménagère. Mais la jeune fille comprendra très vite que Julia est atteinte d'un cancer en phase terminale et a besoin de compagnie pour finir ses jours. Un lien puissant et profond va peu à peu unir les deux femmes qui partageront ces derniers moments de vie...

## Fiche technique
- Titre : Ma compagne de nuit
- Réalisation : Isabelle Brocard, avec la collaboration artistique d'Hélène Laurent
- Scénario : Isabelle Brocard et Hélène Laurent
- Photographie : Jeanne Lapoirie
- Son : Philippe Deschamps
- Montage : Martine Giordano
- Décors : Hérald Najar
- Costumes : Cécile Cotten
- Pays de production :  France
- Durée : 100 minutes
- Date de sortie : France - 23 mars 2011

## Distribution
- Emmanuelle Béart : Julia
- Hafsia Herzi : Marine
- Laurent Grévill : Antoine
- Bruno Todeschini : Gaspard
- Alain Cerrer : le médecin
- Alexandra Stewart : la mère de Julia
- Annabelle Hettmann : Anna
- Lauriane Escaffre : l'infirmière
- Pierre Derenne : Benjamin
- Bernard Verley : le père de Julia